# The Latin Kings
The Latin Kings è stato un gruppo musicale svedese formatosi nel 1991 e scioltosi nel 2005.

## Storia del gruppo
Välkommen till förorten (1994), primo album in studio del gruppo, si è fermato alla 9ª posizione della Sverigetopplistan. Al disco ha fatto seguito l'LP I skuggan av betongen (1997), che ha conquistato il 29º posto in classifica.
Omerta (2003) è stato il loro primo album a esordire nella top five svedese. Dal disco è stata estratta Cashen dom tas, l'entrata meglio posizionata del gruppo nella hit parade nazionale (25º posto).

## Formazione
- Dogge Doggelito (Douglas Léon)
- Rigo (Rodrigo Pencheff)
- Chepe (Hugo Salazar Campos)
- Salla (Cristian Salazar Campos)
- Daddy Boastin' (Winston Errol Barbour)

## Discografia

### Album in studio
- 1994 – Välkommen till förorten
- 1997 – I skuggan av betongen
- 2000 – Mitt kvarter
- 2003 – Omerta

### Raccolte
- 2005 – Familia Royal

### Singoli
- 1994 – De é dej jag vill ha
- 1994 – Fint väder
- 1994 – Halva inne
- 1994 – Kompisar från förr
- 2001 – Ainaziz
- 2003 – Cashen dom tas